# Македонско дружество „Единство“
Македонското дружество „Единство“ е българска организация, основана в Дупница на 26 февруари 1895 година с цел подпомагане българското население в Македония, останала под османска власт след 1878 година.

## История
Останала в Княжество България след 1879 година, Дупница приема много бежанци от съседните, останали в Османската империя, български селища. Още в 1879 година в града се основава Благотворително дружество, което има за цел „материалното подпомагане, без разлика на вяра и народност, на всичките жители на Дупницкий окръг“. Настоятелството се обръща за помощ към обществеността и страната.   До началото на март 1880 година в дружеството постъпват 10 000 франка, отпуснати от правителството за храна на най-бедните бежанци, 15 денка дрехи от Софийското благотворително дружество, 732 гроша от Берковица, изпратени чрез председателя на окръжния съд Иван Вазов.

### 1895 – 1903 година
Македонското дружество „Единство“ е основано на 26 февруари 1895 година. Сред учредителите и са Никола Падарев, Иван Атанасов – Инджето, Спас Харизанов, Андон Божков, Константин Кондов, Никола Малешевски и Никола Лазарков.
От ноември 1895 до април 1896 година председател на дружеството е Иван Козарев. Костадин Змияров е председател през 1896 година, Димо Хаджидимов е подпредседател, Христо Данаилов е касиер, Никола Падарев, деловодител, Иван Атанасов – Инджето, Коста В. Сарафов, Кочо Муструка и Александър Божков – членове.
През 1898 година новото ръководство е в състав Костадин Змияров – председател, Никола Падарев – подпредседател, Христо Данаилов – касиер, Александър Георгиев (Младжов) – деловодител, Иван Чапрашиков, Никола Шейтанов, Андон Божков и Иван Димитриев (Димитров) – съветници.
През 1899 година дружеството е в състав Костадин Змияров – председател, Никола Падарев – подпредседател, Христо Данаилов – касиер, Александър Георгиев Младжов – деловодител, Иван Чапрашиков, Никола Шейтанов, Андон Божков и Иван Димитров – съветници.
По-късно същата година дружеството има нов състав – Георги Панчаревски – председател, Яне Сандански – подпредседател, Димо Хаджидимов – деловодител, Христо Данаилов – касиер, съветници Д. Давидов и Георги Зашов.

### След 1918 година
След Първата световна война дружеството е постепенно възстановено и на 19 март 1922 година е официално присъединено към Съюза на македонските емигрантски организации. Името на организацията е Македонско благотворително братство „Гоце Делчев“, а неин ръководител е Васил Сапунджиев. Делегати от братството на обединителния конгрес на МФЕО и СМЕО от януари 1923 година са Петър Бабамов, Сава Теофилов, Васил Сапунджиев и Цано Иванов. На 15 април 1923 година в Дупница е свикан протестен митинг от македонското братство срещу извършеното в Кралство СХС Гарванско клане и подписването на Нишкото споразумение от страна на правителството на БЗНС. Същата година вече действа и Македонското младежко дружество „Даме Груев“ с председател Никола Коларов, като участва в организирането на конференция на македонските младежи в града между 21 и 22 юли 1923 година.
На 19 януари 1926 година на общо събрание на братството е избрано ново ръководство в състав Иван Трифонов (председател), Борис Димитров (подпредседател), Кирил Бакалов (секретар касиер),а членове съветници са Григор Стоянов, Андон Атанасов, Михо Арнаудов и Стоян Попмихайлов.
След 1927 година председател на братството е Емануил Ляпчев. Към 1933 година братството развива активна дейност, а в избраното ново ръководство от същата година влизат Емануил Ляпчев – председател, Васил Сапунджиев, Петър Гьозлиев, Милан Насев, Борис Георгиев, П. Кривенов и Христо Шуманов. За членове на контролната комисия са избрани Аспарух Измирлиев, Теодоси Евтимов и Иван Пляков.
На 5 ноември 1933 година в Дупница е създадено и Македонско женско благотворително дружество към Македонския женски съюз с председателка Зл. Додова, подпредседател – Ас. Маркова, секретар – Сл. Григорова, касиер – Елен Христачкова, съветнички М. Ляпчева, Ф. Кривенова и З. Симеонова.
След Деветнадесетомайския преврат от 1934 година дейността на организациите постепенно замира. Неин председател през 1941 година е Борис Кузманов.

## Галерия
- Христо и Тодор Данаилови като участници в Илинденското въстание
- Войводите Иван Атанасов – Инджето, Кръстьо Захариев, Кочо Муструка с легалните дейци Никола Малешевски, Георги Христов, Михал Христов и неизвестен англичанин в Дупница
- Спиро Костов, Борис Сарафов, Тодор Матров, Кочо Муструка, Кочо Лютата,  Никола Малешевски, д-р Петчеревски, Михаил Христов и Велко.[18]
- Македонската младежка организация в Дупница, 1920-те